# Ciocîlteni
Ciocîlteni è un comune della Moldavia situato nel distretto di Orhei di 3.262 abitanti al censimento del 2004

## Località
Il comune è formato dall'insieme delle seguenti località (popolazione 2004):
- Ciocîlteni (2.287 abitanti)
- Clişova Nouă (476 abitanti)
- Fedoreuca (499 abitanti)